# Rothesay (Nuovo Brunswick)
Rothesay è un comune del Canada, situato nella provincia del Nuovo Brunswick.